# 아라카키 다카유키
아라카키 다카유키(일본어: 新垣 貴之, 1996년 8월 12일~)는 일본의 축구 선수이다.

## 구단 경력
그는 2019년 J3리그의 기라반츠 기타큐슈에 입단했다. 2019년 J3리그 우승으로 J2리그로 승격했다. 2021년까지 95경기에 출전하여, 7득점을 넣었다. 2022년 몬테디오 야마가타로 이적했다. 2024년 J3리그의 FC 기후로 이적했다.